# Stari Maček
Stari Maček (PI-81) je historická rybářská plachetnice typu dalmatský leut. Byla postavena v létě roku 1906 Jose Skračićem v Bettině na chorvatském ostrově Murter. Původní název lodi byl sv. Nikola.

## Historie
Loď původně sloužila k rybolovu, ale také ke sběru mořských hub, přepravě olivového oleje a stavebního kamene a dokonce i k přepravě ovcí. V roce 1982 ji nalezl v dezolátním stavu Janez Šabec. Zakoupil ji, převezl do loděnice Bernardino v Piranu, kde ji začal postupně restaurovat.
V současnosti (rok 2022) je domovským přístavem lodi Piran. Majitelem lodi je Janez Šabec, který je zároveň prezidentem Piranského spolku milovníků starých lodí.

## Popis
Loď je postavena z modřínového dřeva, je 8,97 m dlouhá, 3,58 m široká  její nosnost je 1,12 tuny. Plavit se na ní může až 12 osob. Loď má vestavěný dieselový motor Deutz o výkonu 5,88 KW, který byl vyroben v roce 1955. V roce 2022 došlo k úpravě lodi: byl vyměněn stěžeň a upravena její příď.